# 哥本哈根羽毛球大師賽
哥本哈根羽毛球大師賽，是一項在丹麥哥本哈根舉行的羽毛球比賽。賽事一般在每年聖誕節的最後一天舉行，主辦單位會邀請世界各地的羽毛球高手，到來與丹麥的最精英的選手對決；比賽項目包括男子單打、女子單打、男子雙打、女子雙打和混合雙打五項。本賽事的最大特色，是場館只設有一個賽場，觀眾可在賽場的三面，以超近距離觀賞選手們比賽，感受較一般比賽更強烈的現場氣氛。

## 歷史
本賽事始創於1982年，初時名為斯堪的納維亞大師賽，舉辦地點為哥本哈根的馬戲團大廈。後來，賽事易名為哥本哈根大師賽，並自2004年起改在腓特烈斯貝的舉行。
丹麥羽毛球協會表示，由於原比賽場館因為翻修和所有權等問題而不能使用，丹麥羽毛球協會也無法在預算內找到可以替代的場館，因此2016至2017年將不會舉辦哥本哈根大師賽，並且將來可能不會再次舉辦。

## 歷屆冠軍
| 屆數                                       | 年份                                       | 男子單打                                   | 女子單打                                   | 男子雙打                                   | 女子雙打                                   | 混合雙打                                   |
| 斯堪的納維亞大師賽（Scandinavian Masters） | 斯堪的納維亞大師賽（Scandinavian Masters） | 斯堪的納維亞大師賽（Scandinavian Masters） | 斯堪的納維亞大師賽（Scandinavian Masters） | 斯堪的納維亞大師賽（Scandinavian Masters） | 斯堪的納維亞大師賽（Scandinavian Masters） | 斯堪的納維亞大師賽（Scandinavian Masters） |
| ------------------------------------------ | ------------------------------------------ | ------------------------------------------ | ------------------------------------------ | ------------------------------------------ | ------------------------------------------ | ------------------------------------------ |
| 1                                          | 1982年                                     | 莫滕·弗羅斯特                              | 麗娜·科彭                                  | 栾劲 林江利                                | 諾拉·佩里 珍·韋伯斯特                      | 麥克·崔格特 諾拉·佩里                      |
| 2                                          | 1984年                                     | 莫滕·弗羅斯特                              | 陈瑞珍                                     | 陳金德 楊榮美                              | 米倉よし子 德田敦子                        | 馬丁·杜 吉莉安·吉爾克斯                    |
| 3                                          | 1985年                                     | 莫滕·弗羅斯特                              | 韩爱萍                                     | 张强 周金灿                                | 林瑛 吴迪西                                | 馬丁·杜 吉莉安·吉爾克斯                    |
| 斯堪的納維亞公開賽（Scandinavian Open）    |                                            |                                            |                                            |                                            |                                            |                                            |
| 1                                          | 1986年                                     | 莫滕·弗羅斯特                              | 钱萍                                       | 賈斯珀·黑勒迪 斯蒂恩·弗萊德伯格            | 金練子 柳尚希                              | 馬丁·杜 吉莉安·吉爾克斯                    |
| 2                                          | 1987年                                     | 杨阳                                       | 李玲蔚                                     | 李永波 田秉毅                              | 林瑛 关渭贞                                | 斯特凡·卡爾森 瑪麗亞·本特松                |
| 哥本哈根羽毛球大師賽（）                   |                                            |                                            |                                            |                                            |                                            |                                            |
| 1                                          | 1993年                                     | 托马斯·施蒂尔-劳里森                       | 卡米拉·马尔廷                              | 容·霍斯特-克里斯滕森 托馬斯·倫德           | 沒有設立                                   | 沒有設立                                   |
| 2                                          | 1994年                                     | 阿爾比                                     | 方銖賢                                     | 容·霍斯特-克里斯滕森 托馬斯·倫德           | 沒有設立                                   | 沒有設立                                   |
| 3                                          | 1995年                                     | Jens Olsson                                | 卡米拉·马尔廷                              | 亨利克·史瓦勒 米凱爾·索加德                | 沒有設立                                   | 沒有設立                                   |
| 4                                          | 1996年                                     | 波爾-埃里克·赫耶爾·拉爾森                  | 卡米拉·马尔廷                              | 容·霍斯特-克里斯滕森 托馬斯·倫德           | 沒有設立                                   | 沒有設立                                   |
| 5                                          | 1997年                                     | 孙俊                                       | 卡米拉·马尔廷                              | 陳甲亮 吴俊明                              | 沒有設立                                   | 沒有設立                                   |
| 6                                          | 1998年                                     | 孙俊                                       | 张宁                                       | 延斯·埃里克森 耶斯波·拉森                  | 沒有設立                                   | 沒有設立                                   |
| 7                                          | 1999年                                     | 彼得·盖德                                  | 卡米拉·马尔廷                              | 鍾騰福 李万华                              | 沒有設立                                   | 沒有設立                                   |
| 8                                          | 2000年                                     | 彼得·盖德                                  | 龚智超                                     | 林培雷 徐永賢                              | 沒有設立                                   | 沒有設立                                   |
| 9                                          | 2001年                                     | 彼得·盖德                                  | 卡米拉·马尔廷                              | 陳甲亮 西吉特·布迪亞托                     | 沒有設立                                   | 沒有設立                                   |
| 10                                         | 2002年                                     | 彼得·盖德                                  | 张宁                                       | 陳甲亮 西吉特·布迪亞托                     | 沒有設立                                   | 沒有設立                                   |
| 11                                         | 2003年                                     | 黄综翰                                     | 谢杏芳                                     | 陳甲亮 哈林·哈里恩多                       | 沒有設立                                   | 沒有設立                                   |
| 12                                         | 2004年                                     | 彼得·盖德                                  | 沒有設立                                   | 林培雷 徐永賢                              | 沒有設立                                   | 延斯·埃里克森 梅特·施約達格                |
| 13                                         | 2005年                                     | 彼得·盖德                                  | 沒有設立                                   | 吴俊明 白国豪                              | 沒有設立                                   | 内森·罗布森 盖尔·埃姆斯                    |
| 14                                         | 2006年                                     | 彼得·盖德                                  | 沒有設立                                   | 傅海峰 蔡赟                                | 沒有設立                                   | 托马斯·雷伯恩 卡米拉·吕特·尤尔             |
| 15                                         | 2007年                                     | 彼得·盖德                                  | 徐怀雯                                     | 延斯·埃里克森 馬丁·倫加德·漢森             | 沒有設立                                   | 沒有設立                                   |
| 16                                         | 2008年                                     | 彼得·盖德                                  | 蒂内·拉斯穆森                              | 拉尔斯·帕斯克 乔纳斯·拉斯姆森              | 沒有設立                                   | 沒有設立                                   |
| 17                                         | 2009年                                     | 简·奥·约根森                               | 蒂内·拉斯穆森                              | 拉尔斯·帕斯克 乔纳斯·拉斯姆森              | 沒有設立                                   | 托马斯·雷伯恩 卡米拉·吕特·尤尔             |
| 18                                         | 2010年                                     | 彼得·盖德                                  | 莎拉姬·波萨娜                              | 马德斯·康拉德-彼德森 乔纳斯·拉斯姆森       | 沒有設立                                   | 约金·费舍尔·尼尔森 克里斯汀娜·彼德森       |
| 19                                         | 2011年                                     | 简·奥·约根森                               | 拉差诺·因达农                              | 玛蒂亚斯·鲍伊 卡斯腾·摩根森                | 沒有設立                                   | 约金·费舍尔·尼尔森 克里斯汀娜·彼德森       |
| 20                                         | 2012年                                     | 简·奥·约根森                               | 沒有設立                                   | 马德斯·皮勒尔·科尔丁 卡斯腾·摩根森         | 沒有設立                                   | 约金·费舍尔·尼尔森 克里斯汀娜·彼德森       |
| 21                                         | 2013年                                     | 维克托·阿萨尔森                            | 沒有設立                                   | 玛蒂亚斯·鲍伊 卡斯腾·摩根森                | 沒有設立                                   | 约金·费舍尔·尼尔森 克里斯汀娜·彼德森       |
| 22                                         | 2014年                                     | 维克托·阿萨尔森                            | 沒有設立                                   | 玛蒂亚斯·鲍伊 卡斯腾·摩根森                | 克里斯汀娜·彼德森 卡米拉·吕特·尤尔         | 约金·费舍尔·尼尔森 克里斯汀娜·彼德森       |
| 23                                         | 2015年                                     | 维克托·阿萨尔森                            | 萊恩·杰克斯菲德                            | 玛蒂亚斯·鲍伊 卡斯腾·摩根森                | 克里斯汀娜·彼德森 卡米拉·吕特·尤尔         | 约金·费舍尔·尼尔森 克里斯汀娜·彼德森       |
| 2016年 - 2018年沒有舉辦                    |                                            |                                            |                                            |                                            |                                            |                                            |